# Heritage Foundation

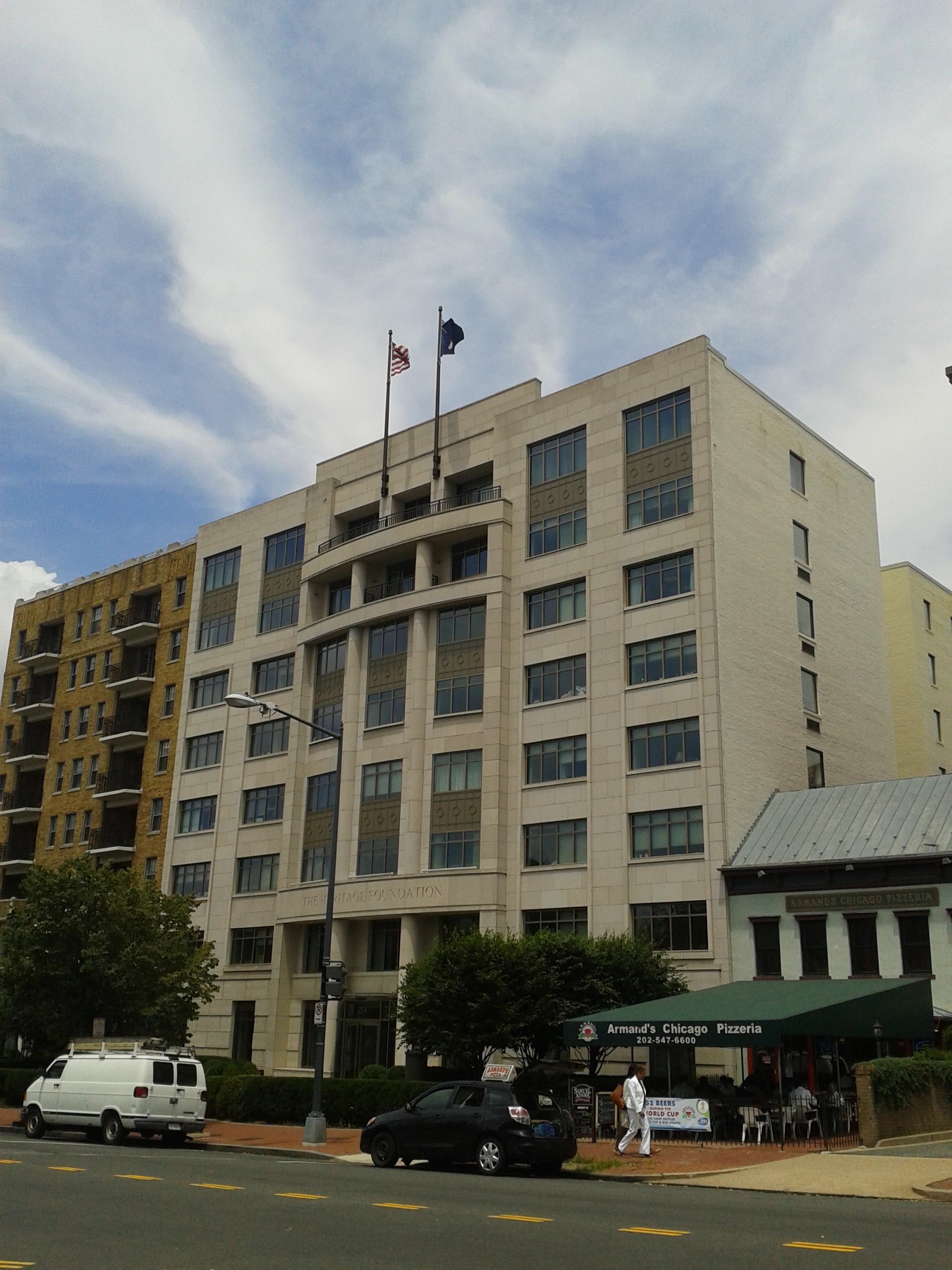
Der Hauptsitz der Stiftung auf dem Capitol Hill

Die Heritage Foundation ist eine 1973, während der Nixon-Regierung, von Paul Weyrich, Edwin Feulner und Joseph Coors gegründete Denkfabrik (Think Tank) mit Sitz in der US-amerikanischen Bundeshauptstadt Washington.
Das einflussreiche politische Forschungsinstitut, dessen Motto Leadership for America („Führung für Amerika“) lautet, verfolgt nach eigenen Worten die Förderung „konservativer Politik auf der Grundlage der freien Marktwirtschaft, des minimalen Staats, der individuellen Freiheit, traditioneller amerikanischer Werte und einer starken nationalen Verteidigung“. Die Funktionsweise der Heritage Foundation hat das traditionelle Konzept der Denkfabriken grundlegend verändert und einen signifikanten Effekt auf die Innen- und Außenpolitik der Vereinigten Staaten ausgeübt.
Die Stiftung ist Mitglied des Atlas Network und spielte eine führende Rolle in der konservativen Bewegung während der Regierung von Ronald Reagan, dessen Politik signifikant durch die Heritage-Studie Mandate for Leadership beeinflusst war. Auch in späteren Jahren behielt Heritage einen signifikanten Einfluss auf die US-Politik und wird zu den einflussreichsten Forschungsorganisationen der Vereinigten Staaten gerechnet. Dieser Einfluss war dementsprechend besonders stark während der republikanischen Regierung von George W. Bush. Die Heritage Foundation ist nach einer Umfrage von James McGann (Universität von Pennsylvania) unter Politikern, Medienleuten, Unterstützern und Wissenschaftlern im Jahr 2018 einer der führenden Think Tanks und weltweit der Think Tank mit dem größten Einfluss auf die Politik.
Die Organisation hat sich aktiv für Privatisierung, Deregulierung, einen Rückgang in den Sozialleistungen sowie militärische Präventivschläge eingesetzt; sie spielte eine Schlüsselrolle bei der politischen Entwicklung hin zum Irakkrieg.

## Geschichte

### Finanzierung
Anfangs wurde sie von dem konservativen Geschäftsmann Joseph Coors, dem Besitzer der Coors Brewing Company finanziert. Ab 1975 war der Milliardär Richard Mellon Scaife der bedeutendste Geldgeber, der bis 1998 etwa 23 Millionen Dollar spendete.

### Führung

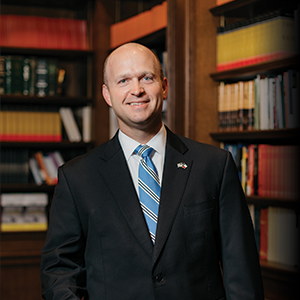
Kevin Roberts

Der erste Präsident der Stiftung war der konservative Aktivist Paul Weyrich, der der Christlichen Rechten und der New Right angehörte. Von 1977 an stand Edwin Feulner der Heritage Foundation vor, der früher Stabsleiter des Republican Study Committee und davor Referent für den republikanischen Kongressabgeordneten Phil Crane aus Illinois war. Von 2013 bis 2017 war Jim DeMint Präsident der Denkfabrik. Bis Ende 2021 leitete Kay Coles James danach die Heritage Foundation, sie war die erste Frau und die erste Afroamerikanerin in dieser Funktion. Seit Dezember 2021 leitet Kevin Roberts die Stiftung. Dem 14-köpfigen Leitungsgremium gehört unter anderem Edwin Meese, Justizminister im Kabinett Reagan, an.

### Kalter Krieg und außenpolitisches Engagement
In den 1980ern war die Organisation Architekt und Befürworter der Reagan-Doktrin, die vorsah, dass die US-Regierung antikommunistische Widerstandsbewegungen an Orten wie Afghanistan, Angola, Kambodscha und Nicaragua und allgemein den globalen Antikommunismus während des Kalten Kriegs unterstützte. Außenpolitische Experten der Heritage Foundation lieferten auch politische Ratschläge für jene Rebellionskräfte und für Dissidenten in Ostblocknationen und sowjetischen Republiken. Als Bastion der Neokonservativen vertrat die Organisation eine Politik der Abschreckung und militärischen Aufrüstung gegenüber der Sowjetunion. Schon im Kalten Krieg forderten ihre Forscher die militärische Überlegenheit über ihren kommunistischen Widersacher.
Die Stiftung spielte eine wichtige Rolle bei der Förderung des Glaubens von Ronald Reagan, dass die Sowjetunion ein „Reich des Bösen“ gewesen sei und dass ihre Niederlage und nicht bloß ihre Eindämmung ein realistisches Politikziel sei. Heritage war ebenfalls wichtig bei dem Ausbau der Unterstützung für Reagans Pläne, einen satellitengestützten Abwehrschirm gegen Interkontinentalraketen zu bauen (Strategic Defense Initiative, oder im Volksmund „Star-Wars-Programm“).
Vertreter der Trump-Regierung wählten Heritage als Plattform für außenpolitische Reden, so etwa bei der Verkündung neuer Strategien gegenüber Europa oder Iran.

### Innenpolitische Wirtschaftspolitik
In der Innenpolitik befürwortet Heritage eine angebotsorientierte Wirtschaftspolitik und argumentiert, dass eine Absenkung des Grenzsteuersatzes für das Wirtschaftswachstum förderlich sei. (Siehe auch: Reaganomics)
1994 beriet Heritage konservative Politiker wie Newt Gingrich bei der Entwicklung des Contract with America, des Wahlprogramms, mit dem die Republikaner bei den Zwischenwahlen 1994 die Mehrheit im Kongress zurückgewannen.
In dieser Tradition blieb Heritage auch in Zeiten der Trump-Regierung: „We are ramping up our efforts to get them conservative policy solutions that will shrink the size of government, reform the tax code...“

### Innenpolitische Gesellschaftspolitik
Unter der Trump-Regierung warb Heritage um neue Mitglieder mit dem Aufruf: „Join the fight to drain the swamp – Donald Trump and many Republican Congressmen promised they’d drain the swamp. And Heritage is here to help them do just that! ... dismantle Obamacare, and secure our borders.“

### Index für wirtschaftliche Freiheit
Seit 1995 veröffentlicht die Organisation in Zusammenarbeit mit dem Wall Street Journal den Index für wirtschaftliche Freiheit (englisch Index of Economic Freedom), der den Grad wirtschaftlicher Freiheit in einem Staat anhand von Verfügungsrechten (property rights) und dem Ausmaß staatlicher Regulierung des Marktes misst. Weitere Parameter sind staatliche Korruption, Beschränkungen des Außenhandels, Einkommens- und Körperschaftssteuer, sowie das Rechtsstaatsprinzip.

### Haltung zur Umweltpolitik
Die Heritage Foundation arbeitet gemäß der Wissenschaftshistorikerin Naomi Oreskes seit langer Zeit daran, Umweltschutzvorschriften zu untergraben. Die Organisation zählt zu den konservativen US-Think-Tanks, die seit mindestens Anfang der 1990er Jahre Klimawandelleugnung betreiben. Unter anderem spielt die Organisation mit weiteren Think Tanks eine entscheidende Rolle bei Aktivitäten, die gegen die Klimaforschung gerichtet sind, beispielsweise die Produktion von Publikationen, die die Klimaforschung angreifen, Sponsoring von klimaskeptischen Wissenschaftlern, Bereitstellen von vermeintlichen Klimaexperten für Debatten, Organisieren von Frontgruppen für spezifische Kampagnen oder Angriffe auf Klimaforscher, um die Glaubwürdigkeit der Klimaforschung zu untergraben. Laut Dieter Plehwe gehen 90 Prozent der den Klimawandel leugnenden Publikationen in den USA auf Think Tanks zurück, die von der Heritage Foundation gelistet werden und vertreten 90 Prozent der hier angeführten Think Tanks entsprechende Positionen.

### Personalauswahl für die Trump-Administration

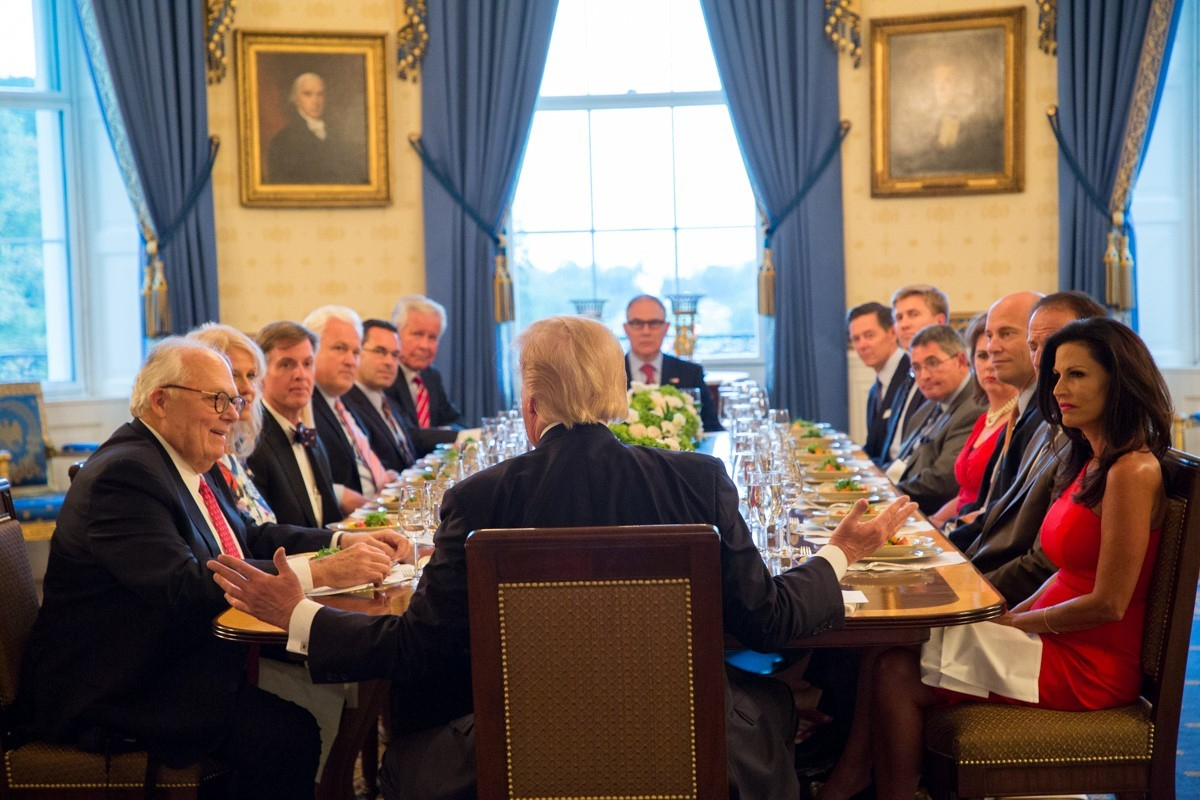
Präsident Trump bei einem Treffen mit Edwin Feulner (vorne links), Mitbegründer der Heritage Foundation, und anderen führenden Vertretern konservativer Gruppen im Jahr 2017.

Die New York Times schätzte die Heritage Foundation als die einflussreichste Organisation ein, was die Auswahl von hochrangigen Regierungsmitarbeitern für Präsident Donald Trump in seiner Regierungszeit (2017 bis 2021) betraf. Als Trump gewählt wurde, hatte er kein Regierungsteam vorbereitet, das für die Transition-Zeit und die Regierungsübernahme bereitstand. Die Heritage-Foundation hingegen hatte schon seit 2014 eine Liste von rund 3000 konservativen Politikern und Verwaltungsmitarbeitern vorbereitet. Mehrere hundert davon sollen, nach Schätzungen von Heritage-Mitarbeitern, Stellen unter Trump erhalten haben. Mindestens 66 eigene Mitarbeiter der Stiftung und Ehemalige wurden von der Regierung Trump berufen. Einige erhielten Ministerämter oder andere hochrangige Posten, zum Beispiel Elaine Chao, Scott Pruitt, Betsy DeVos, Mick Mulvaney, Rick Perry und Jeff Sessions. Außerdem stellte das zu Heritage gehörende Meese Center for Legal and Judicial Studies eine Liste von Juristen zusammen, die für den Supreme Court empfohlen wurden. In der Folge kündigte Trump an, mit dem Meese Center bei der Auswahl von Bundesrichtern zusammenarbeiten zu wollen, und zog die Liste zur Besetzung von Richterposten der Bundesgerichte heran.

### Medien
Die Heritage Foundation betreibt das Online-Portal The Daily Signal. Die konservative Nachrichtenseite ging im Juni 2014 online und konzentriert sich auf Politik und Kultur aus konservativer Sicht.

### Project Esther
Das Project Esther ist ein konservativer Plan der Heritage Foundation zur Bekämpfung von Antisemitismus. Basierend auf internen Dokumenten, über die der jüdisch-amerikanische The Forward berichtete, sieht die Heritage Foundation das Hauptproblem in einer Handvoll einflussreicher „Masterminds“, darunter Juden wie George Soros und J. B. Pritzker, die mit Projekten wie den Open Society Foundations versuchten, „westliche Demokratien, Werte und Kultur zu demontieren“. Laut The Forward wird das Projekt in erster Linie nicht von Juden, sondern von evangelikalen Christen in den USA unterstützt. Es richtet sich nicht gegen rechten Antisemitismus, sondern gegen Linke und Progressive sowie die propalästinensische Protestbewegung in den USA.

### Project 2025
Im Juli 2023 wurden Pläne für ein federführend von der Heritage Foundation geplantes Regierungsprogramm für einen etwaigen republikanischen US-Präsidenten bekannt, die vorsehen, alle Handlungsfelder der US-Regierung zusammenzustreichen. Die Handlungsempfehlung, die die Heritage Foundation zusammen mit rechten Gruppierungen und mehr als 350 Autoren aus der rechten Szene verfasste, sieht unter anderem die Unterstützung der Öl- und Gasindustrie vor, während die Energiewende behindert werden soll. Dafür sollen beispielsweise drei für die Energiewende zentrale Behörden des Energieministeriums aufgelöst und Gelder für den Ausbau des Stromnetzes gekürzt werden, um die Stromerzeugung aus Erneuerbaren Energien auszubremsen. Gleiches gilt für die Klimainvestitionen durch den milliardenschweren Inflation Reduction Act. Die Umweltbehörde EPA soll entkernt und durch Entlassung von Mitarbeitern verkleinert werden. Ihr Fokus soll nicht mehr auf der Bekämpfung des Klimawandels liegen und verschiedene Aufgaben in den Bereichen Umweltgerechtigkeit und öffentliches Engagement sollen beendet werden. Parallel sollen fossile Energiequellen besser unterstützt und die Regularien für die Bohrung nach Öl und Gas gelockert werden.
Des Weiteren soll die Macht des US-Präsidenten erweitert werden. Die US-Handelskommission und die Medienkommission sollen ihm direkt unterstellt werden. Der Kündigungsschutz für Regierungsbeamte soll wesentlich eingeschränkt werden, damit Personen, die als illoyal angesehen werden, zügig entfernt werden können. Insbesondere soll die Einstufung von Bundesangestellten als Schedule F-Angestellte wiedereingeführt und umfassend umgesetzt werden. Ebenfalls sehen die Pläne des Project 2025 massive Eingriffe in das Justizministerium, die NATO und etliche Handelsabkommen vor.
Der Agenda wird vorgeworfen, dass sie gegen demokratische Prinzipien verstoße und zu einer Diktatur führen könne. Kevin Roberts, Chef der Heritage Foundation, erklärte Anfang Juli, kurz nachdem der Supreme Court geurteilt hatte, dass der US-Präsident bei Amtshandlungen über Immunität gegen strafrechtliche Verfolgung verfüge, im Podcast von Steve Bannon, dieses Urteil gebe Präsidenten die „Freiheit, Politik zu machen, ohne jede Entscheidung, die sie in ihrer offiziellen Funktion treffen, dreifach bewerten zu müssen“. Zudem erklärte er: „Trotz all des Unsinns der Linken werden wir gewinnen. Wir sind dabei, dieses Land zurückzuerobern. […] Wir sind dabei, die zweite amerikanische Revolution zu erleben, die unblutig bleiben wird, wenn die Linke es zulässt“.
Einer der Wortführer des Project 2025 ist der Senator Josh Hawley, der sich beim Sturm auf das Capitol mit den Umstürzlern solidarisierte. Auf der 50-Jahr-Feier der Heritage Foundation sprach Hawley über die Neuausrichtung der Republikanischen Partei. Generalstabsmäßig plant Paul Dans, der in der Trump-Administration für das Personalmanagement zuständig war und nun bei der Heritage Foundation das Project 2025 leitet, die konservative Revolution, die er selbst als „D-Day-Invasion im Januar 2025“ bezeichnet und damit bewusst auf die Landung der Alliierten in der Normandie und die Befreiung Europas vom Faschismus anspielt.

## Internationale Beziehungen
Die Heritage Foundation ist laut Anne Applebaum eng verbunden mit der 2013 gegründeten ungarischen Denkfabrik Danube Institute, das wiederum vom ungarischen Staat gefördert wird.

## Geplanter Angriff auf Wikipedia
Die Heritage Foundation hat im Dezember 2024 intern diskutiert, Wikipedia-Nutzer zu identifizieren, die unter Pseudonym arbeiten und aus ihrer Sicht antisemitisch agierten. Das Projekt sollte unter der Leitung des ehemaligen FBI-Agenten und SHIELD-Award-Gewinners Tom Olohan stehen. Dazu wollte die Foundation Konten erstellen und das Vertrauen der angegriffenen Nutzer gewinnen. Mittels verschiedener technischer Methoden wie Auswertung von Datenlecks, Fingerprinting und OSINT-Abfragen war geplant, die Identitäten hinter den Wikipedia-Benutzernamen gegen den Willen der Nutzer aufzudecken. Was genau mit den Identitäten gemacht werden sollte, ist nicht bekannt. Darüber hinaus wurde geplant, gegen die Wikipedia-Richtlinien verstoßende „Sockenpuppen“-Accounts anzulegen und mit diesen Diskussionen und Provokationen zu initiieren.